# Хотел
Хотелът е общодостъпна сграда за подслон, която осигурява срещу заплащане стаи за временно пребиваване и нощуване. Някои хотели са част от хотелски вериги. С времето, елементарните условия за пребиваване, включващи стая с легло, шкаф, малка маса и умивалник, се заменя от стаи с модерно обзавеждане, включващо климатик и мултифункционални бани.
Предшественик на хотелите са хановете, а днес местата за подслон с по-непретенциозни условия ориентирани главно към студенти се наричат хостели.

## Категоризация
Хотелите подлежат на регистрация и категоризация (според броя и вида на стаите и допълнителните обекти, времетраeнето на работата и персонала). Категорията се изразява в брой звезди (от 1 до 5), които определят качеството на хотела. Например за категория 5 звезди главният вход трябва да е от 2 секции-за пътници и за багаж. Също така козирката пред вратата трябва да е с височина поне 4,5 метра над пътното платно. Необходимо е да има рампа за инвалиди, отделни входове за персонала. Хотелска стая с 1 легло трябва да е с размер най-малко 16,4 кв. метра. Трябва да има по 1 пожарогасител и план за евакуация на всеки 25 линейни метра. Спалното бельо и кърпите се изисква да се сменят всеки ден. Има определени изисквания и за услугите, който предлага хотелът и за квалификацията на персонала.
Допълнително хотелите могат да се класифицират като:
- Градски хотели
- Бизнес хотели
- Сезонни хотели
- Спа хотели
- Семейни хотели
- Апарт хотели
- Бюджетни хотели

Дизайн хотелите и Бутиковите хотели все още не присъстват като отделен тип в българското законодателство за категоризация на средствата за настаняване, но са много популярни сред хората, които пътуват често.

## Видове настанявания и стаи
Видовете настанявания се класифицират според включените услуги: 
- OB (Only Bed), BO (Bed Only) – само легло в стая, нощувка без включена храна.
- RO (Room Only) – само хотелска стая, нощувка без включена храна.
- BB (Bed & Breakfast) означава нощувка и закуска.
- HB (Half Board) – полупансион: нощувка + закуска + вечеря.
- HB+ (Half Board) – полупансион (нощувка, закуска и вечеря), който обикновено включва безалкохолни напитки и лек алкохол (бира и вино) местно производство на обяд и вечеря.
- FB (Full Board) – пълен пансион: нощувка + закуска + обяд + вечеря.
- FB+ (Full Board) – разширен пълен пансион или AIL (All Inclusive Light) – леко всичко включено: нощувка, закуска, обяд и вечеря. Обикновено включва безалкохолни напитки и лек алкохол (бира и вино) местно производство към някои или всички хранения в хотела. Детайлите се определят индивидуално от различните хотелиери.
- All (All Inclusive) – всичко включено в цената: пълен пансион с неограничена храна, следобедна закуска (дребни сладки и сладолед), алкохолни и безалкохолни напитки местно производство, такси, басейн с чадър и шезлонг, безжичен интернет /Wi-Fi/, безплатно настаняване на едно или две деца до различна възраст, детски кът, развлекателни програми (може да включва и паркинг, забавления на място в хотела, като безмоторни водни спортове, водна пързалка, детска занималня и гледачка (на заявка), румсервиз, фитнес, сауна, парна баня, бакшиши). Минерална вода в стаята, снаксове, тоалетни принадлежности и минибар са почти винаги включени без допълнително заплащане.  Разликата между Ол Инклузив и Ол Инклузив Лайт е в това, че при лекия вариант Light напитките обикновено се предлагат само по време на изхранванията, а при стандартния All Inclusive са на разположение целодневно, според условията на всеки хотел.
- UAI  (Ultra All Inclusive) – ултра всичко включено. Този тип е идентичен на горепосоченият All Inclusive, но разликата обикновено се състои в това, че в пакета напитки, които се предлагат, е включен и вносен алкохол, а не само местно производство. Може да включва чадър и шезлонг на морския бряг.
- Max all inc – максимално всичко включено, с включени вносни напитки и допълнителни услуги. [4]
- Nigh class all inc – висок клас Ол инклузив, храна категория лукс. [4]
- Еx all inc – разширен Ол инклузив. [4]
- El all inc – елегантен Ол инклузив. [4]
- VIP all inc – вип Ол инклузив. [4]
- Super all inc – супер класа Ол инклузив. [4]
- De luxe all inc – разширен лукс Ол инклузив. [4]

Видовете стаи в туризма се означават според изгледа им: 
- SV (Sea View) – стая с изглед към морето;
- SSV (Side Sea View) – стая с частичен изглед към морето;
- MV (Mountain View) – стая с изглед към планината;
- GV (Garden View) – стая с изглед към градината;
- PV (Pool View) – стая с изглед към басейн.